# Le voyage dans la lune (film)
Le voyage dans la lune is een stomme film van Georges Méliès uit 1902. De film is losjes gebaseerd op twee romans, namelijk De la Terre à la Lune van Jules Verne en The First Men in the Moon van H.G. Wells. Méliès werd ook sterk beïnvloed door de gelijknamige opera van Jacques Offenbach uit 1875.
De film is geschreven en geregisseerd door Georges Méliès. Afhankelijk van de snelheid waarmee de film wordt afgespeeld heeft de film een speelduur van 14 of 8 minuten. Het is voor zover bekend de eerste sciencefictionfilm ooit, alsmede een van de eerste films die gebruikmaakt van animatie en speciale effecten.

## Verhaal
Een groep mannen wordt naar de maan afgeschoten in een capsule vanuit een groot kanon. Op de maan worden ze gevangengenomen door insectachtige maanmensen, de Selenieten (naar Selene, de Griekse maangodin). Ze weten te ontsnappen en keren weer terug naar de aarde.

## Rolverdeling
| Acteur              | Personage                               | Nota      |
| ------------------- | --------------------------------------- | --------- |
| Georges Méliès      | Professor Barbenfouillis / de maan      | onvermeld |
| Victor André        | Astronoom                               | onvermeld |
| Bleuette Bernon     | Phoebe, dame in de maan                 | onvermeld |
| Brunnet             | Astronoom                               | onvermeld |
| Jeanne d'Alcy       | Secretaresse / ster / raketdeelneemster | onvermeld |
| Henri Delannoy      | Kapitein van raket                      | onvermeld |
| Depierre            | Astronoom                               | onvermeld |
| Farjaut             | Astronoom                               | onvermeld |
| Kelm                | Astronoom                               | onvermeld |
| François Lallement  | Marineofficier                          | onvermeld |
| Jules-Eugène Legris | Paradeleider                            | onvermeld |

## Achtergrond

### Stijl
Enkele stilistische kenmerken van deze film zijn:
- De film maakt gebruik van een reeks tableaux vivants.
- De diepte wordt niet gebruikt; men gaat te werk zoals op de scène van het theater. Daardoor staan de personages allemaal netjes naast elkaar. Dit laatste wordt vergeleken met de kleren die aan een waslijn hangen.
- De decors zijn geschilderd en er wordt gewerkt met een achtergronddoek.
- Soms krijg je te maken met het fenomeen van de overlopende actie. Dit wil zeggen dat een handeling meerdere malen wordt getoond hoewel één keer had volstaan. Een voorbeeld is de aankomst van de raket. Eerst zien we die zich in het oog van de maan boren. Nadien zien we vanuit een ander camerastandpunt dezelfde raket opnieuw landen op het maanoppervlak.
- Transities gebeuren via een overvloeier.
- De camera stelt een kijker voor die als het ware in het theater naar een opvoering kijkt. Het is dus een statische camera en een theatrale stijl.
- De beelden zijn volgepropt met objecten, figuranten enz.

### Gekleurde versie
Zoals bij zoveel films van Méliès is Le Voyage dans la lune opgenomen in zwart-wit, maar bestaat er ook een met de hand ingekleurde versie van. Deze versie werd in 1993 ontdekt door de Filmoteca de Catalunya, en na zorgvuldige restauratie op 11 mei 2011 uitgebracht, 109 jaar na de originele uitgave. De gekleurde versie werd tevens voorzien van een nieuwe soundtrack door Air.

### Trivia
- Eind 2011 verscheen een album van Air dat op de film van Méliès is gebaseerd.
- De film Hugo uit 2011 verwijst naar Le voyage dans la lune.
- Het idee om mensen af te schieten uit een kanon om ze zodanig in de ruimte te krijgen is op enig moment serieus overwogen. Dit is ook de manier van lanceren in het verhaal van Jules Verne, en wordt in de opera van Jacques Offenbach ook op die manier "uitgevoerd"/nagebootst.
- The Smashing Pumpkins brachten met hun videoclip van Tonight, Tonight een hommage aan de film.
- In 2011 verscheen ook de documentaire Le Voyage Extraordinaire over de werken van Georges Méliès en het restauratieproces van Le voyage dans la lune.